# Generalny Inspektorat Sił Zbrojnych

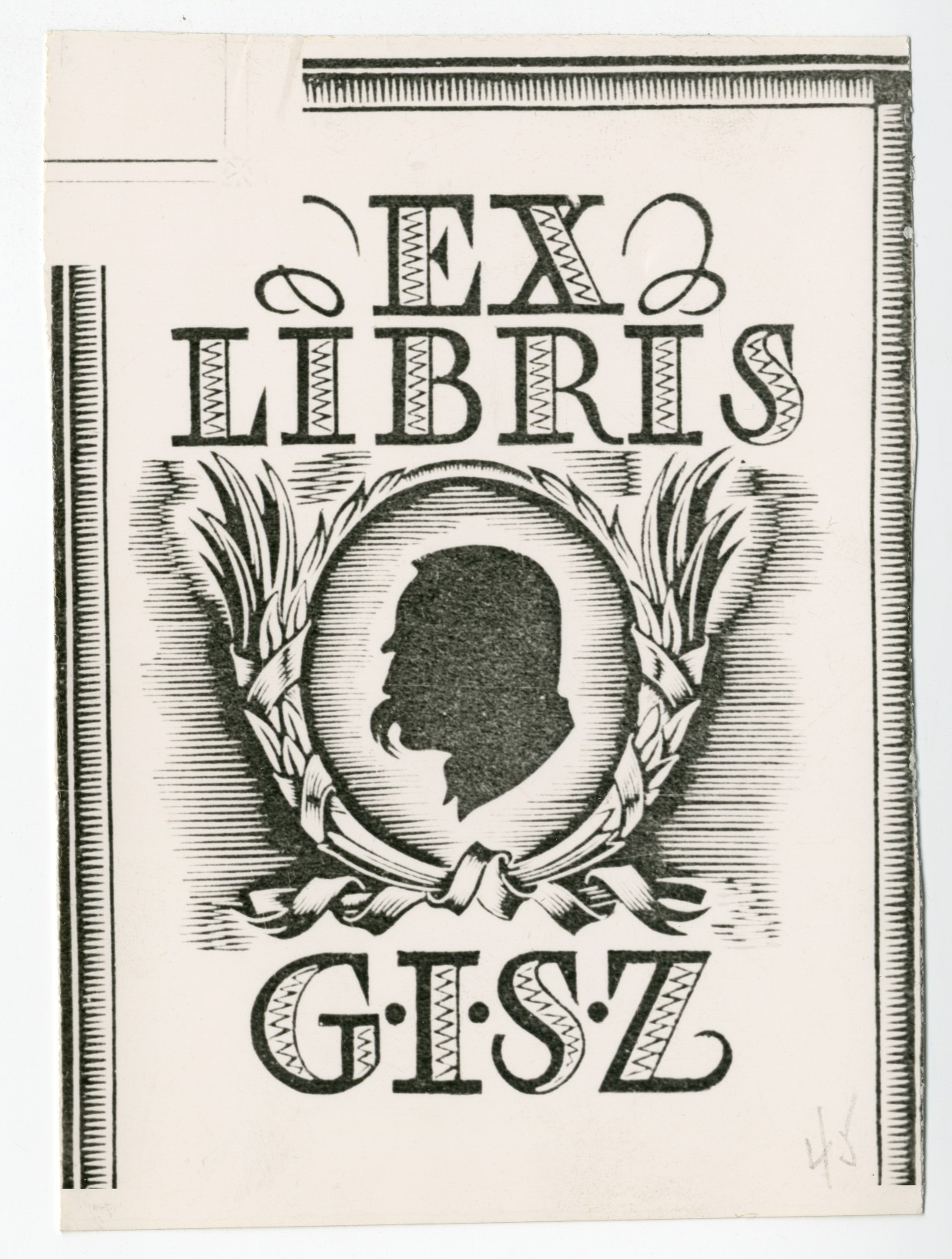
Ekslibris GISZ przedstawiający profil marsz. Piłsudskiego

Generalny Inspektorat Sił Zbrojnych (GISZ) – organ pracy Generalnego Inspektora Sił Zbrojnych, powołany dekretem Prezydenta RP Ignacego Mościckiego z dnia 6 sierpnia 1926 o sprawowaniu dowództwa nad siłami zbrojnymi w czasie pokoju i ustanowieniu Generalnego Inspektora Sił Zbrojnych.
Generalny Inspektor Sił Zbrojnych – generał przewidziany na Naczelnego Wodza i zastępca przewodniczącego Komitetu Obrony Rzeczypospolitej. Za pośrednictwem Generalnego Inspektora Sił Zbrojnych i Ministra Spraw Wojskowych zwierzchnictwo nad Siłami Zbrojnymi w czasie pokoju sprawował Prezydent RP. Inspektor nie był odpowiedzialny przed Sejmem i rządem (podlegał bezpośrednio prezydentowi).
6 maja 1936 roku generał dywizji Edward Śmigły-Rydz zatwierdził wzór i regulamin Odznaki Pamiątkowej Generalnego Inspektora Sił Zbrojnych. Odznaka była „symboliczną i drogą pamiątką pełnienia zaszczytnej służby w GISZ w okresie od 6 VIII 1926 r. do 12 V 1935 r. pod rozkazami Józefa Piłsudskiego Pierwszego Marszałka Polski, jako Generalnego Inspektora Sił Zbrojnych”.
Pomimo rozwiązania w 1947 roku Polskich Sił Zbrojnych na Zachodzie, stanowisko Generalnego Inspektora Sił Zbrojnych zostało zachowane przez polski rząd na uchodźstwie do 1980 roku.

## Generalni Inspektorzy Sił Zbrojnych
- Marszałek Polski Józef Piłsudski (27 VIII 1926 – 12 V 1935)
- Marszałek Polski Edward Śmigły-Rydz (12 V 1935 – 7 XI 1939)[7]
- gen. broni Władysław Sikorski (7 XI 1939 – 4 VII 1943)
- gen. broni Kazimierz Sosnkowski (8 VII 1943 – 30 IX 1944)
- gen. dyw. Tadeusz Komorowski (30 IX 1944 – 2 X 1944)
- gen. dyw. Władysław Anders (p.o. 2 X 1944 – 5 V 1945[8])
- gen. dyw. Tadeusz Komorowski (5 V 1945 – 8 XI 1946)
- gen. broni Władysław Anders (8 XI 1946 – 1954)
- gen. broni Michał Tokarzewski-Karaszewicz (1954 – 22 V 1964)
- płk dypl. Antoni Brochwicz-Lewiński tymczasowo p.o. (23 maja 1964 – )[9]
- gen. dyw. Stefan Dembiński (1964 – 27 III 1972)
- gen. dyw. Stanisław Kopański (1972 – 1976)
- gen. dyw. Zygmunt Bohusz-Szyszko (19 III 1976 – 18 II 1980)
- gen. dyw. Bronisław Duch (19 II 1980 – 9 X 1980)
- gen. dyw. Klemens Rudnicki (od 9 X 1980)

Po roku 1980 w miejsce GISZ-u utworzona została Rada Wojskowa, której przewodził gen. dyw. Klemens Rudnicki.

## Organizacja pokojowa GISZ
- Generalny Inspektor Sił Zbrojnych
- Inspektorzy Armii i Generałowie do Prac oraz Generałowie Inspekcjonujący w zakresie ich pracy inspekcyjnej[10]
- Sztab Generalny (od 22 grudnia 1928 – Sztab Główny[11])
- Biuro Inspekcji
- Gabinet Generalnego Inspektora Sił Zbrojnych
- Samodzielny Referat Personalny
- Biuro do Prac Komitetu Obrony Państwa (od 1936 Sekretariat Komitetu Obrony Rzeczypospolitej podporządkowany szefowi SG)
- Komitet do Spraw Uzbrojenia i Sprzętu
- Komitet Wyższej Szkoły Wojennej (powołany 30 VII 1932)
- Wyższa Szkoła Wojenna w Warszawie (od 11 VIII 1932)
- Wojskowe Biuro Historyczne w Warszawie
- Biuro Kapituły Orderu Virtuti Militari (od 1 VIII 1931[12])
- Kolumna Samochodowa GISZ w Warszawie

## Oficerowie GISZ w latach 1926–1939
Szefowie Biura Inspekcji – I oficerowie do zleceń przy Generalnym Inspektorze Sił Zbrojnych
- płk SG Jerzy Ferek-Błeszyński (1 IX 1926 – 30 VI 1927)
- płk dypl. art. Janusz Gąsiorowski (VII 1927 – XII 1931)
- płk dypl. Witold Wartha (od XII 1931)
- płk dypl. kaw. Leon Strzelecki (1935-VII 1939)
- płk dypl. piech. Tadeusz Münnich (VII-VIII 1939)

Samodzielny Referat Personalny
- mjr / ppłk piech. Aleksander Prystor – kierownik (od 31 X 1926[13])
- mjr piech. Kazimierz Kominkowski – kierownik (od IV 1929)
- ppłk kaw. Kazimierz Busler – kierownik (1934–1936)
- mjr kaw. Aleksander Hrynkiewicz – kierownik (1939)
- mjr piech. Bronisław Galbasz – referent (XII 1926 – X 1927)
- por. Lucjan Miładowski – referent (od XII 1926)
- kpt. Tadeusz Jandura – referent (1935)

Oficerowie GISZ
- płk dypl. Władysław Kiliński – szef Biura do Prac Komitetu Obrony Państwa (od XII 1926)
- ppłk SG Adam Korytowski – I oficer sztabu w GISZ (IX 1926 – X 1927[14])
- płk SG Bolesław Wieniawa-Długoszowski – I oficer sztabu w GISZ z zachowaniem stanowiska dowódcy 1 pszwol (od X 1927[15])
- płk dypl. Leon Strzelecki – oficer do zleceń (I 1934 – 1935)
- ppłk SG Walery Sławek – III oficer do zleceń (od 1 I 1927)
- mjr kaw. Konrad Zembrzuski – adiutant przyboczny (od 25 XI 1927[16])
- mjr piech. Stefan IV Zieliński – referent (IV 1928 – 1931)

## Obsada personalna GISZ w marcu 1939
Obsada personalna GISZ w marcu 1939. Gwiazdką przy nazwisku oznaczono oficerów należących do rezerwy personalnej oficerów przy Inspektorze Saperów i przydzielonych poszczególnym inspektorom armii oraz generałom do prac przy GISZ.
 ; Biuro Inspektora
- I oficer do zleceń GISZ – płk dypl. art. Kazimierz Glabisz (1929 – IX 1939)
- II oficer do zleceń GISZ – płk dypl. piech. Tadeusz Münnich
- I adiutant – mjr kaw. Jerzy Krzeczkowski
- II adiutant – rtm. Edward Mańkowski

 ; Biuro Inspekcji GISZ
- szef biura – płk dypl. kaw. Leon Strzelecki
- zastępca szefa i oficer ds. wyszkolenia – ppłk dypl. piech. Feliks Henryk Machnowski
- pomocnik szefa Kapituły Orderu Virtuti Militari – kpt. piech. Franciszek Sakowski
- oficer dyspozycyjny Biura Inspekcji – ppłk dypl. piech. Bronisław Kowalczewski
- oficer dyspozycyjny Biura Inspekcji – ppłk dypl. piech. Bronisław Szostak
- oficer dyspozycyjny – mjr dypl. art. Kazimierz Mieczysław Napieralski
- oficer dyspozycyjny – mjr dypl. kaw. Mikołaj II Rodziewicz
- oficer dyspozycyjny – mjr dypl. piech. Bogusław Makary Smoleń
- oficer do zleceń – mjr kaw. Marian Bełcikowski
- oficer do zleceń – mjr adm. (piech.) Władysław Gołąb
- kierownik Samodzielnego Referatu Personalnego – mjr kaw. Aleksander Hrynkiewicz
- kierownik Samodzielnego Referatu Informacyjnego – mjr żand. Kazimierz Kaciukiewicz
- kierownik referatu ogólnego – mjr dypl. kaw. Witold Stefan Witkowski
- referent – rtm. Stefan III Janowski
- kierownik kancelarii – mjr adm. (piech.) Franciszek Skrzywanek
- oficer – kpt. adm. (art.) Julian Konstanty Sternak
- bibliotekarz – por. adm. (piech.) Adam Tabjan
- kierownik kreślarni – kpt. adm. (art.) Ludwik Ćwirko-Godycki
- oficer ds. administracji gmachu – kpt. tab. Gustaw Stachowicz

 ; Referat Rachunkowo-Kasowy GISZ
- kierownik referatu – mjr int. Karol Rolski
- referent – kpt. int. Czesław Gąsiorkiewicz
- referent – kpt. int. Kazimierz Marian Pluszyński

 ; Kolumna Samochodowa GISZ
- dowódca – kpt. br. panc. Franciszek Kawala
- I zastępca dowódcy – kpt. kontr. br. panc. Jerzy Izydor Eggert
- II zastępca dowódcy – kpt. adm. (piech.) Stanisław Mikruta

 ; Inspektorat Obrony Powietrznej Państwa
- Inspektor Obrony Powietrznej Państwa – gen. bryg. dr Józef Zając
- szef sztabu – płk dypl. piech. Tadeusz Lubicz-Niezabitowski
- szef wydziału ogólno-organizacyjnego – ppłk dypl. piech. Hipolit Słabicki
- kierownik referatu – ppłk adm. (sap.) inż. Józef Szychowski
- kierownik referatu organizacyjnego – mjr dypl. piech. Jerzy Zaremba
- szef wydziału operacyjnego – ppłk. lot. Józef Jungraw
- kierownik referatu – kpt. adm. (piech.) mgr Marcin Wiktor Langner
- kierownik referatu – mjr uzbr. Zygfryd Alfons Piotr Bartel
- szef wydziału artylerii przeciwlotniczej – ppłk dypl. art. Marian Jurecki
- kierownik referatu – mjr dypl. art. Stanisław Dziewiszek
- kierownik referatu – kpt. art. mgr Jakub Chmielewski
- szef wydziału łączności – mjr łącz. Teodor Józef Stefan Lange

 ; Inspektoraty i oficerowie do prac
- inspektor armii „na odcinku Polesie” – gen. broni Kazimierz Sosnkowski
- I oficer sztabu – ppłk dypl. piech. Franciszek Demel
- II oficer sztabu – mjr dypl. piech. Edward Józef Ombach
- III oficer sztabu – mjr dypl. adm. (art.) Józef Władysław Musielewicz
- sekretarz komisji regulaminowej – ppłk dypl. piech. Kazimierz Wiśniowski
- oficer komisji regulaminowej – ppłk art. Tadeusz Pietsch
- oficer dyspozycyjny – mjr adm. (piech.) Jan Jawicz
- referent łączności – mjr łącz. Stefan Śliwowski
- referent uzbrojenia – mjr uzbr. Bronisław Juszkiewicz
- referent artylerii – kpt. art. Stefan Konopka
- oficer saperów – płk sap. Antoni Lukas *
- wykonawca studiów – mjr sap. Zenon Lenczewski *
- kierownik budowy – mjr sap. Stanisław Wacław Koźmiński *
- kierownik budowy – kpt. sap. Marian Werner *

- inspektor armii „na odcinku Warszawa” – gen. broni inż. Leon Berbecki
- I oficer sztabu – ppłk dypl. art. Włodzimierz Gierowski
- II oficer sztabu – wakat
- p.o. III oficera sztabu – kpt. piech. Jan Brewiński

- inspektor armii „na odcinku Poznań” – gen. dyw. Tadeusz Kutrzeba
- I oficer sztabu – wakat
- II oficer sztabu – ppłk dypl. piech. Józef Gryglaszewski
- III oficer sztabu – mjr dypl. piech. Izydor Kwieciński
- oficer saperów – ppłk dypl. sap. Leon Bianchi *

- inspektor armii „na odcinku Lida” – gen. dyw. Mieczysław Norwid-Neugebauer
- I oficer sztabu – płk dypl. kaw. Fryderyk Mally
- II oficer sztabu – mjr dypl. piech. Jan Franciszek Wawrzkiewicz
- III oficer sztabu – mjr dypl. art. Zbigniew Teobald Ewaryst Semilski
- oficer ordynansowy – rtm. (adm.) Eugeniusz Baranowski-Tuhan-Mirza
- oficer saperów – ppłk sap. Czesław Hellmann *
- wykonawca studiów – mjr sap. Eugeniusz Niewiarowski *

- inspektor armii „na odcinku Łódź” – gen. dyw. Juliusz Rómmel
- I oficer sztabu – płk dypl. kaw. Aleksander Pragłowski
- II oficer sztabu – mjr dypl. art. Jan Marian Młoszewski
- p.o. III oficera sztabu – mjr adm. (art.) Tadeusz Strużyński
- referent łączności – mjr łącz. Jerzy Uszycki
- oficer saperów – ppłk sap. Bolesław Siwiec *
- wykonawca studiów – mjr sap. Antoni II Piotrowski *

- inspektor armii „na odcinku Baranowicze” – gen. dyw. Tadeusz Piskor
- I oficer sztabu – płk dypl. art. Jerzy Aleksander Zawisza
- II oficer sztabu – mjr dypl. kaw. Tadeusz III Grabowski
- III oficer sztabu – mjr adm. (art.) Jacek Stefan Brzeziński
- sekretarz komisji regulaminowej – ppłk dypl. piech. Gustaw Wiktor Nowosielski
- oficer komisji regulaminowej – ppłk dypl. piech. Włodzimierz Maria Krzyżanowski
- oficer komisji regulaminowej – mjr piech. Andrzej Górnicki
- oficer saperów – ppłk dypl. sap. Józef Ziętkiewicz *
- wykonawca studiów – kpt. sap. inż. Adam Julian Kasperski *

- inspektor armii „na odcinku Wołyń” – gen. dyw. Stanisław Burhardt-Bukacki
- I oficer sztabu – płk dypl. piech. Stanisław Pelc
- II oficer sztabu – ppłk art. Stanisław Marian Matzner
- p.o. III oficera sztabu – rtm. adm. Jerzy Baliński
- oficer ordynansowy – rtm. Jan Kościa
- referent łączności – mjr łącz. Zygmunt Chimiak
- oficer saperów – ppłk sap. Marian Kaufer *
- wykonawca studiów – mjr sap. Karol Czarnecki *

- generał do prac przy GISZ „na odcinku Kraków” – gen. bryg. Antoni Szylling
- I oficer sztabu – płk dypl. piech. Stanisław Wiloch
- II oficer sztabu – ppłk dypl. piech. Marian Zdon
- p.o. III oficera sztabu – kpt. piech. Adam Józef Potocki
- oficer saperów – ppłk sap. Ryszard Jaworowski *
- wykonawca studiów – mjr sap. inż. Romuald Salnicki *

- generał do prac przy GISZ – gen. bryg. Stanisław Kwaśniewski
- I oficer sztabu – mjr dypl. art. Jerzy Tadeusz Machwitz-Boguski
- II oficer sztabu – wakat
- p.o. III oficera sztabu – kpt. art. Jan Józef Michał Bukowski

- generał do prac artyleryjskich przy GISZ – gen. bryg. Stanisław Miller
- I oficer sztabu – ppłk dypl. art. Jan Ciałowicz
- II oficer sztabu – mjr dypl. art. Jan Marian Milewski
- p.o. III oficera sztabu – kpt. art. Józef Artur Mieczysław Szilagyi

- oficer do prac Przysposobienia Wojskowego Konnego – płk dypl. kaw. Zbigniew Brochwicz-Lewiński
- oficer do prac komisji regulaminowej – płk uzbr. inż. Kazimierz Kieszniewski
- oficer przy Funduszu Obrony Narodowej – kpt. int. mgr Paweł Antoni Hatt

 ; Inspektorat Armii we Lwowie
- inspektor armii – gen. dyw. Kazimierz Fabrycy
- I oficer sztabu –
- II oficer sztabu –
- III oficer sztabu –
- oficer ordynansowy –
- referent –
- oficer saperów –
- wykonawca studiów –
- wykonawca studiów –
- kierownik kancelarii – kpt. adm. (piech.) Jan II Ostrowski

 ; Inspektorat Armii w Toruniu
- inspektor armii – gen. dyw. Władysław Bortnowski
- I oficer sztabu –
- II oficer sztabu –
- III oficer sztabu –
- oficer ordynansowy –
- oficer saperów –
- wykonawca studiów –
- wykonawca studiów –
- wykonawca studiów –
- wykonawca studiów –
- kierownik kancelarii – kpt. adm. (piech.) Stanisław VI Dąbrowski

 ; Inspektorat Armii w Wilnie
- inspektor armii – gen. dyw. Stefan Dąb-Biernacki
- I oficer sztabu –
- II oficer sztabu –
- III oficer sztabu –
- oficer ordynansowy –
- referent łączności – mjr łącz. Marian Dorotycz-Malewicz
- oficer saperów – ppłk dypl. sap. Leon Tyszyński *
- wykonawca studiów – ppłk sap. Edward Marian Peristy *
- wykonawca studiów – mjr sap. Tadeusz Mrazek *
- wykonawca studiów – kpt. sap. Antoni Frelich *
- oficer do prac w grupie fortyfikacyjnej – mjr sap. Kazimierz Jania *
- oficer do prac w grupie fortyfikacyjnej – kpt. sap. Jerzy Marian Szukszta *
- kierownik kancelarii – wakat